# Hiroki Yamada (Fußballspieler)
Hiroki Yamada (jap. 山田 大記, Yamada Hiroki; * 27. Dezember 1988 in Hamamatsu) ist ein ehemaliger japanischer Fußballspieler.

## Karriere

### Verein
Yamada begann seine Profikarriere 2011 beim japanischen Erstligisten Júbilo Iwata. Für diesen Klub erzielte Yamada 25 Tore in der höchsten japanischen Fußballliga, der J-League. Außerdem gelangen ihm zwei Tore in der zweitklassigen J. League Division 2 sowie drei Treffer im J. League Cup. Im Juli 2014 gab der Karlsruher SC die Verpflichtung des Spielers bekannt. Für ebendiesen feierte Yamada am 3. August 2014 sein Debüt in der 2. Fußball-Bundesliga gegen den 1. FC Union Berlin. Dort gelang ihm sein erstes Tor gegen den 1. FC Nürnberg; seinen ersten „Doppelpack“ erzielte er gegen den FC St. Pauli, was ihm mit seinen Saisontoren vier und fünf am 13. Spieltag gegen SpVgg Greuther Fürth erneut glückte. Nachdem der Zweitligaabstieg 2017 sicher war, wurde bekannt, dass Yamada den KSC zum Saisonende verlässt. In der Folge schloss sich Yamada wieder Júbilo Iwata an. Am Ende der Saison 2019 musste er mit dem Klub wieder den Weg in die Zweitklassigkeit antreten. Ende 2021 feierte er mit Júbilo die Meisterschaft und den Aufstieg in die erste Liga. Nach nur einer Saison in der ersten Liga musste er am Ende der Saison 2022 als Tabellenletzter wieder den Weg in die zweite Liga antreten. 2023 gelang ihm mit dem Verein als Vizemeister der zweiten Liga der direkte Wiederaufstieg in die erste Liga. Am Ende der Saison 2024 belegte er mit Júbilo den 18. Tabellenplatz und musste somit in die zweite Liga absteigen. Nach dem Abstieg beendete er im Januar 2025 seine Karriere als Fußballspieler.

### Nationalmannschaft
Yamada wurde 2013 in den Kader der japanischen Fußballnationalmannschaft berufen und kam bei der Fußball-Ostasienmeisterschaft 2013 zu zwei Einsätzen gegen Australien und Südkorea.

## Erfolge
Júbilo Iwata
- Japanischer Zweitligameister: 2021
- Japanischer Zweitligavizemeister: 2023